# Brien FitzCount
Brien FitzCount (letteralmente figlio del conte, come viene definito nel Regesta Regem Anglo-Normannorum (conosciuto anche come Brian di Wallingford; 1090 circa – dopo il 1142) fu signore di Wallingford (Regno d'Inghilterra) e Abergavenny (Galles) e si distinse come partigiano dell'imperatrice Matilde, nella guerra per il trono contro il re d'Inghilterra, Stefano di Blois.

## Origine
Brien, secondo il Domesday Descendants era figlio illegittimo del duca di Bretagna, conte di Cornovaglia, Conte di Rennes e conte di Nantes, Alano IV Fergent e di un'amante di cui non si conoscono né il nome né gli ascendenti. Secondo il Dugdale Monasticon IV, Priory of Bergavenny or Abergavenny in Monmouthshire, Brian (Brientio filio comitis de Insula) era figlio di Lucia, sorella del normanno Hamelin de Ballon, signore di Abergavenny.
Alano IV Fergent, secondo il  Ex Chronico Briocensi, era il figlio primogenito del Conte di Cornovaglia, conte di Nantes, poi anche conte di Rennes e duca di Bretagna, Hoel II e della moglie (come ci conferma ancora il  Ex Chronico Briocensi), la duchessa di Bretagna e contessa di Rennes, Havoise, che, secondo la Genealogiae comes Flandriae era figlia del conte di Rennes e duca di Bretagna, Alano III e della moglie (come ci conferma la Ex Chronicon Kemperlegiense, Bertha di Blois.
 Il volume V del Complete Peerage sostiene erroneamente che Brian era figlio di Alano il Nero ( † 1098) Conte di Penthièvre e Conte di Richmond.

## Biografia
Sempre secondo il Domesday Descendants, Brian appena fu maggiorenne seguì il padre, Alano IV Fergent, che nella lotta, per la conquista della Normandia, si schierò contro il duca di Normandia, Roberto II a favore del fratello di Roberto II, il re d'Inghilterra, Enrico I Beauclerc, che prese a benvolere Brian, facendogli fare carriera nel regno d'Inghilterra.
Brian, citato come figlio del conte (Brientio filio comitis) compare come testimonio in due documenti del Regesta Regem Anglo-Normannorum del re Enrico I: il primo è del 1114, mentre il secondo è del 1126.
Nel 1115 circa, suo padre, Alano aveva abdicato in favore del fratellastro Conan III il Grosso e si era ritirato nell'abbazia di Saint-Sauveur di Redon, abbracciando la vita monastica; infatti, nel ricordarne la morte, il Cartulaire de l'abbaye de Redon en Bretagne, ne riporta la morte, nel capitolo VII: Sepulturæ Insigniores, citandolo come monaco (Alanus Fergent, ex Britonum duce rotonensis monachus).
Secondo il documento n° I del Dugdale Monasticon IV, Priory of Bergavenny or Abergavenny in Monmouthshire, Brian (Brientio filio comitis de Insula) venne in possesso della signoria di Bergavenny o Abergavenny nel Monmouthshire (Galles), molto giovane, ereditandolo dalla famiglia della madre, Lucia, precisamente dallo zio, il normanno Hamelin de Ballon, che era morto senza eredi, all'inizio del XII secolo; Hamelin era stato investito della contea di Abergavenny dal duca di Normandia, Guglielmo il Bastardo, dopo la conquista dell'Inghilterra. Anche il documento n° II del Dugdale Monasticon IV, Priory of Bergavenny or Abergavenny in Monmouthshire, conferma che Brian (Brientus filius comitis) succedette a Hamelin de Ballon, nella proprietà di Abergavenny.
In un anno imprecisato Brian, secondo il Testa de nevill, per diritto di matrimonio (de iure uxoris), era divenuto signore (lord) di Wallingford, nel Berkshire.

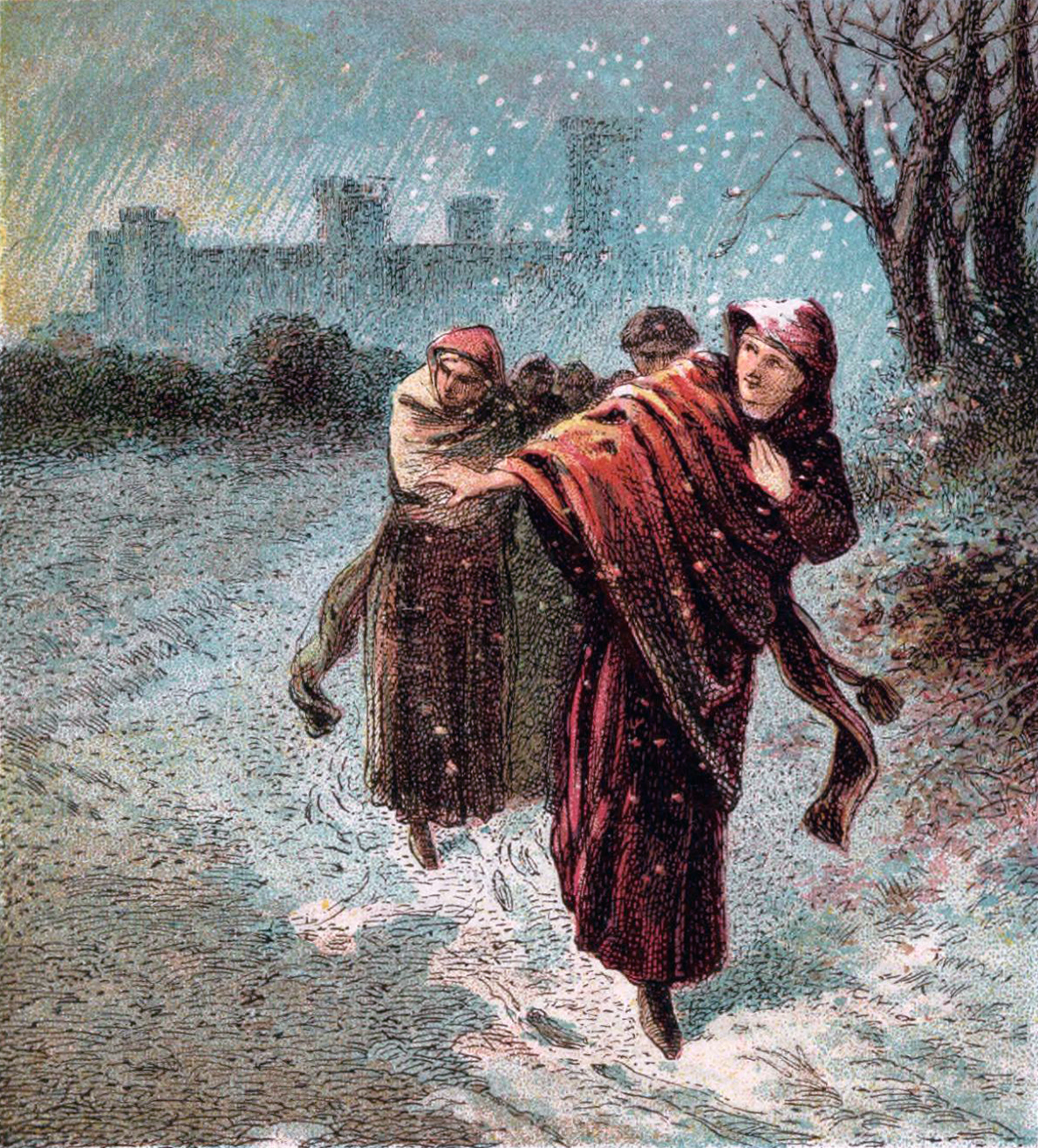
Fuga dell'imperatrice Matilde dal castello di Oxford, durante una tempesta di neve.

Secondo il Gesta Stephani, Regis Anglorum et Ducis Normannorum, verso il 1139, Brian (Brianus comitis filius), che possedeva il castello di Wallingford (Walengefordiam habueret castello) ed aveva al suo comando una grande moltitudine di soldati (cum militum ingentissima copia), si ribellò al re (il re d'Inghilterra, Stefano di Blois) e appoggiò l'imperatrice Matilde, nella guerra per il trono inglese, combattendo contro Stefano.
Durante la guerra civile, quando l'imperatrice Matilde, che, l'anno prima, era stata incoronata a Londra regina d'Inghilterra, nel 1142, riuscì a fuggire dal castello di Oxford, in cui era assediata, trovò rifugio a Wallingford, presso Brian.
Secondo il documento n° 26 del Ancient charters royal and private prior to a.d. 1200, in quello stesso anno, l'imperatrice Matilde, su richiesta di Brian e di sua moglie, Matilde di Oilly, concedette il castello e le proprietà di Abergavenny, al conte di Hereford, Milone.
Ancora secondo il Testa de nevill, durante il regno di Stefano di Blois, Brian e la moglie Matilde di Oilly si ritirarono in monastero e dato che non lasciavano eredi legittimi, la signoria di Wallingford fu appannaggio della corona, e la regina, l'imperatrice Matilde, la concesse al proprio figlio, il duca di Normandia, Enrico II.
Non si conosce l'anno esatto della morte di Brian, ma si presume che avvenisse ancora durante il regno di Stefano, verso il 1149.

## Matrimonio e discendenza
Secondo il Testa de Nevill Brian ("Briennio filio comitis") aveva sposato Matilde, signora di Wallingford; Matilde, figlia di Roberto di Oilly, signore di Wallingford, era al suo secondo matrimonio essendo vedova di Milone Crispinus. Matilde si ritirò in convento, come il marito e pare che morì poco dopo Brian
Matilde a Brian non diede figli.
Invece sembra che Brian ebbe due figli (illegittimi), che secondo il Dugdale Monasticon IV, Priory of Bergavenny or Abergavenny in Monmouthshire, erano lebbrosi e che secondo il Complete Peerage diedero origine ai signori di Bedale e Stapelton, che si estinse, nella linea maschile nel 1307.

### Fonti primarie
- (LA)  Regesta Regem Anglo-Normannorum, vol. II.
- (LA)  Gesta Stephani, Regis Anglorum et Ducis Normannorum.
- (LA)  Monumenta Germaniae Historica, Scriptores, tomus IX.
- (LA)  Liber feodorum. The book oc fees, commonly call Testa de nevill.
- (LA)  Priory of Bergavenny or Abergavenny in Monmouthshire.
- (LA)  Rerum Gallicarum et Francicarum Scriptores, tomus XII.
- (LA)  Cartulaire de l'abbaye de Redon en Bretagne.
- (LA)  Ancient charters royal and private prior to a.d. 1200.
- (LA)  Stephani Baluzii Miscellaneorum, Liber I.

### Letteratura storiografica
- Louis Halphen, "La Francia dell'XI secolo", cap. XXIV, vol. II (L'espansione islamica e la nascita dell'Europa feudale) della Storia del Mondo Medievale, 1999, pp. 770–806.
- William John Corbett, "Inghilterra 1087 - 1154", cap. II, vol. VI (Declino dell'impero e del papato e sviluppo degli stati nazionali) della Storia del Mondo Medievale, 1999, pp. 56–98.